# 国际棋联称号
国际棋联称号是指世界国际象棋联合会授予国际象棋棋手的一系列称号，其中最高头衔为特级大师。授予标准包括等级分以及序分（norm）。国际棋联的称号皆为终身制，尽管在特殊情况下仍有可能会被取消。公开称号面向所有男女棋手，而女子称号只有女棋手才能获得。顶尖女棋手可以同时获得两个称号。
国际棋联自1950年起向棋手授予称号，第一批包括27位特级大师、94位国际大师以及17位女子国际大师。起初称号的授予并没有确定的标准，而是由一个委员会作出授予决定。1957年起，国际棋联开始引入序分。

## 公开称号
国际棋联的公开称号包括：
- 特级大师（Grandmaster，简称 GM）
- 国际大师（International Master，简称 IM）
- 棋联大师（FIDE Master，简称 FM）
- 候选大师（Candidate Master，简称 CM）

## 女子称号
国际棋联的女子称号则包括：
- 女子特级大师（Woman Grandmaster，简称 WGM）
- 女子国际大师（Woman International Master，简称 WIM）
- 女子棋联大师（Woman FIDE Master，简称 WFM）
- 女子候选大师（Woman Candidate Master，简称 WCM）